# Паласка
Паласка (фр. Palasca, корс. Palasca) — коммуна во Франции, находится в регионе Корсика. Департамент коммуны — Верхняя Корсика. Входит в состав кантона Бельгодер. Округ коммуны — Кальви.
Код INSEE коммуны — 2B199.

## Население
Население коммуны на 2008 год составляло 138 человек.
| 1962 | 1968 | 1975 | 1982 | 1990 | 1999 | 2008 |
| ---- | ---- | ---- | ---- | ---- | ---- | ---- |
| 20   | 72   | 84   | 85   | 115  | 117  | 138  |

## Экономика
В 2007 году среди 95 человек в трудоспособном возрасте (15—64 лет) 73 были экономически активными, 22 — неактивными (показатель активности — 76,8 %, в 1999 году было 67,1 %). Из 73 активных работали 63 человека (38 мужчин и 25 женщин), безработных было 10 (2 мужчины и 8 женщин). Среди 22 неактивных 5 человек были учениками или студентами, 8 — пенсионерами, 9 были неактивными по другим причинам.

## Фотогалерея

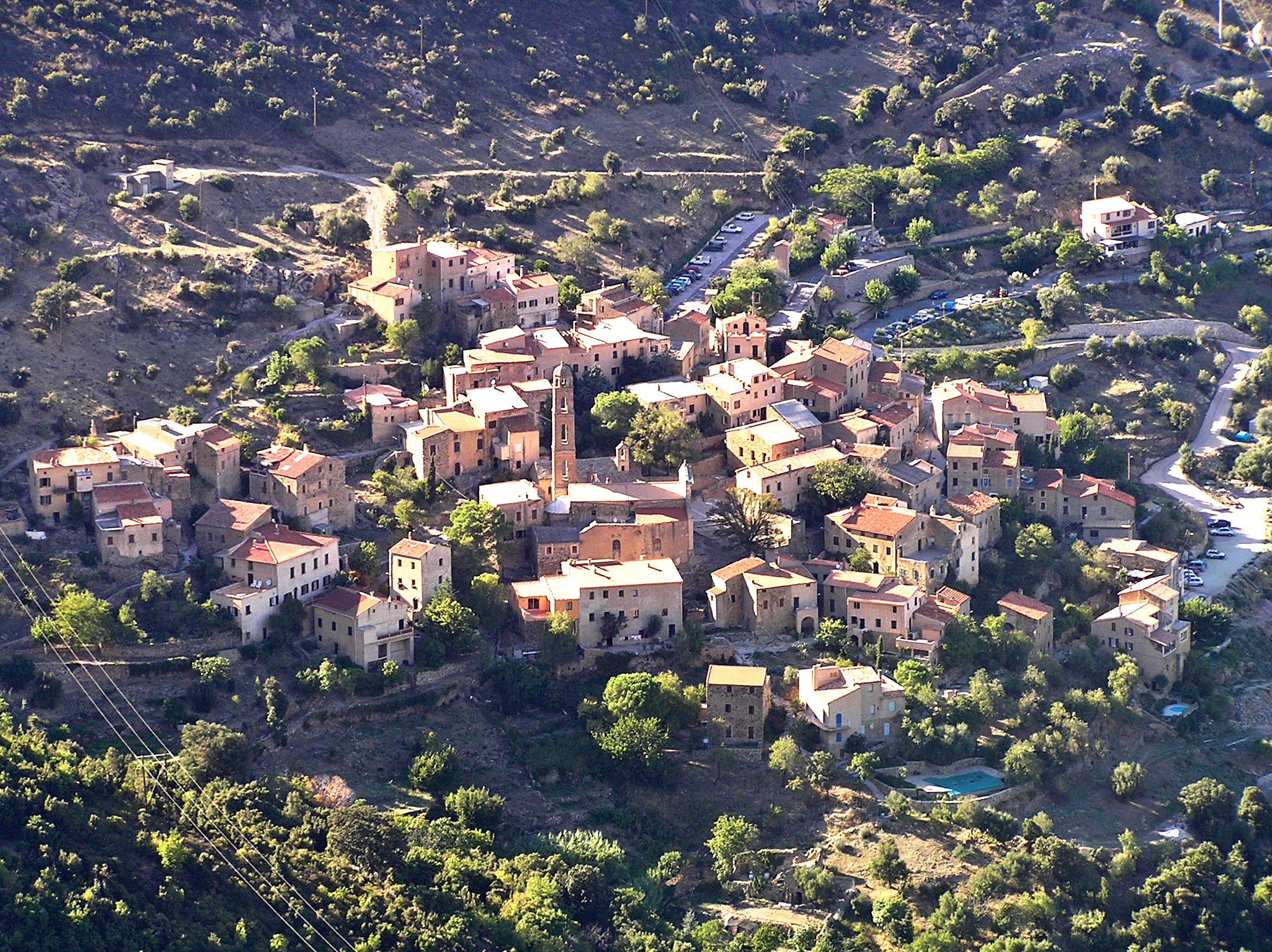
Паласка
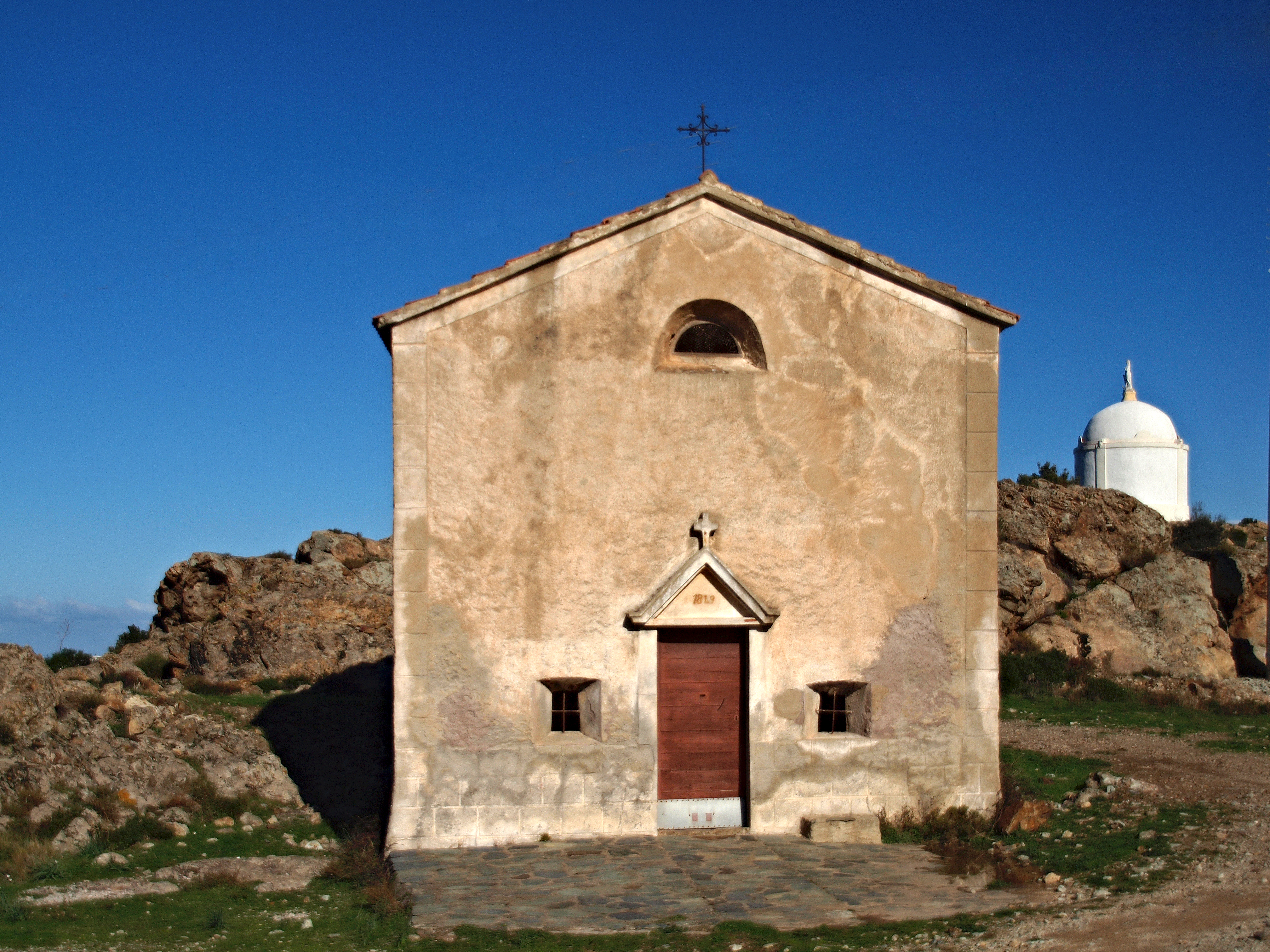
Церковь Сан-Себастьян
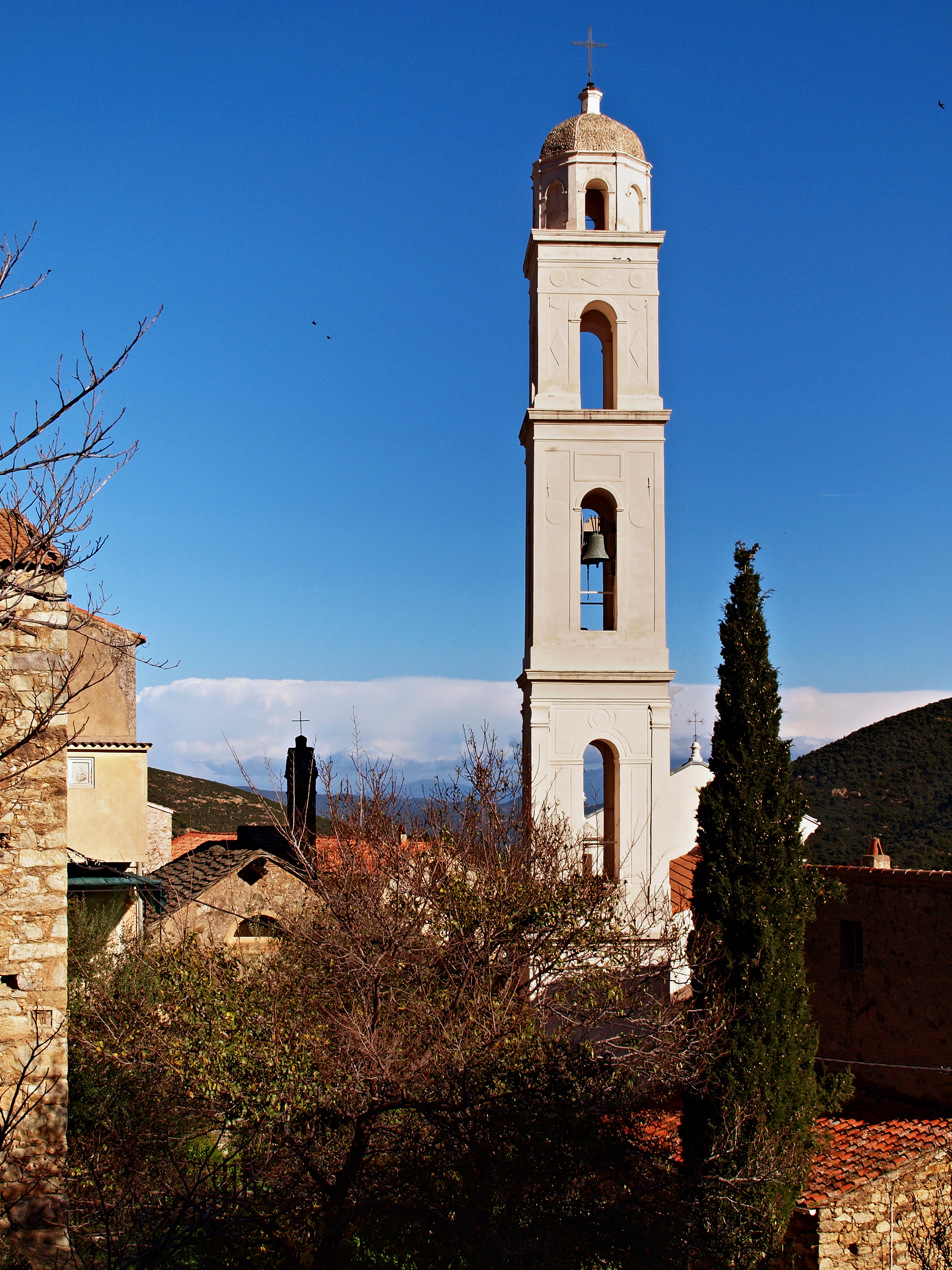
Церковь Санта-Мария Ассунта